# 敏珠布·土登杰布
敏珠布·土登杰布（1902年—1973年）藏族，西藏拉萨人，噶厦官员、藏戏活动家。

## 生平
清朝光绪二十八年（1902年，藏历第十五饶迥水虎年）生于拉萨城区。他是门哲布的孙子辈亲属、僧官。八岁入布达拉宫僧官学校学习。毕业后，历任西藏噶厦的多麦勒恰（昌都地区总管公署主事）、益仓勒恰（噶厦宗教事务机构的主事）、孜恰列空孜恰（布达拉宫发放贷款和达赖财务收支事务机关孜恰列空的主亊）、大堪布和茶盐督察等官职。
年轻时，他喜欢诗文，尤爱藏戏，曾研究藏戏，擅长演唱，经常与僧官好友业余串演藏戏，受到观众欢迎。他的演唱运用江嘎尔派的发声方法，“仲古”处理吸收了其他流派，吐字清晰。他常为五世热振演唱，并曾到十三世达赖座前演唱，尤受摄政喜爱。当时，喜德林卡住有几位英国人，他们多次提出要为他灌制唱片，后来他允许他们灌制了一两张唱片。那时还有人灌制了他在《诺桑王子》中饰演诺桑母亲唱的达仁朗达，以及饰演拉日常赛唱的朗达。在西藏各地乃至印度都流传有他的藏戏唱片。
在他之前，孜恰列空有召集各个戏班预测演技的“大试”制度，但不严格，有的甚至将其仅当做游乐，演员表演应付，藏戏演技日益衰落。他被任命为孜恰堪穷（孜恰列空的主事官）后，首先整顿“大试”制度，规定“大试”目的在于监督并提高藏戏艺术，将“大试”的地点从喜德林卡迁往甲若林卡（1950年代在孜仲林卡），采用“秘密场试”的办法，不准外人观看。他还要求各个戏班开展预试训练，并亲自指导。待各个戏班的表演达到一定水平时，他才正式“秘密场试”。审查之后，对一些重点戏班，他还要重点辅导。每年雪顿节演出后，对演技下降明显的戏班，还要采取措施加以提高。例如迥巴戏班的演技一度中衰，在一次雪顿节后，他把该戏班留下，在拉萨训练数月，亲自指点，使其演技迅速提高。其他如江嘎尔、觉木隆等戏班，也曾受到他的指导。
1949年至1950年，中国人民解放军攻占安多（即青海省）、康区东部（西康省东部等地），逼近西藏。夏格巴和孜恰堪穷土登杰布等人被噶厦派为特使，组成“西藏派赴中国外交代表团”，准备赴北京向中华人民共和国中央人民政府宣示独立。但未能成行。1950年1月14日，夏格巴被派为特使，3月和土登杰布等人抵达印度首都新德里，在同印度总理尼赫鲁会面后，夏格巴于3月15日致函中华人民共和国驻印度外交机构，宣布独立，要求在香港同中华人民共和国中央政府代表开展和谈。5月28日，中华人民共和国中央人民政府秘书长林伯渠复函，要求其以西藏地方政府派至中央人民政府商谈西藏地方事件的代表团身份进行和平解放西藏的谈判，地点必须在北京。8月21日，中央人民政府政务院总理周恩来亲自指示，欢迎夏格巴尽快去北京谈判。但夏格巴、土登杰布等人的这个代表团未能赴北京。后来噶厦另派阿沛·阿旺晋美率领另一个代表团到北京谈判并达成《十七条协议》。